# Goerodes abruptus
Goerodes abruptus är en nattsländeart som beskrevs av Banks 1931. Goerodes abruptus ingår i släktet Goerodes och familjen kantrörsnattsländor. Inga underarter finns listade i Catalogue of Life.